# Emmanuel Joseph Sieyès
Emmanuel Joseph Sieyès (pronúncia em francês: AFI: [ɛmaˈnɥɛl ʒoˈzɛf sjeˈjɛs]; Fréjus, 3 de maio de 1748 – Paris, 20 de junho de 1836) foi um  político, escritor e eclesiástico francês.

## Biografia
Em 1788, publicou a obra: "Essai sur les privilèges" (Ensaio sobre os privilégios), na qual criticou os privilégios hereditários da nobreza, sustentou a inutilidade funcional de uma classe privilegiada e que a nobreza, com seus gastos extravagantes, seria um fardo para a economia francesa, pois tal classe cultivaria um desprezo pelas atividades empresariais que seriam os únicos meios capazes de garantir a riqueza da nação.
Em 1788, publicou a obra: O que é o Terceiro Estado?, na qual defendeu a tese de que o terceiro estado não necessitaria dos outros dois estamentos: o clero e a nobreza.
No dia 2 de novembro de 1789, votou favoravelmente ao "Décret des biens du clergé mis à la disposition de la Nation" (Decreto dos bens do clero colocados à disposição da Nação), que colocou os bens da Igreja Católica à disposição na nação, mas, por outro lado, previa que o Estado assumiria a responsabilidade pela manutenção dos templos, pagaria um salário aos sacerdotes e empregados das paróquias e arcaria com a manutenção de hospitais e obras assistenciais, até então, mantidas por instituições religiosas.
Em junho de 1790, foi eleito presidente da Assembleia Constituinte que escreveu a Constituição Francesa de 1791.
Em setembro de 1792, foi eleito como integrante da Convenção Nacional, pelo de Departamento Sarthe. Durante seu mandato, integrou o grupo moderado/centrista (Planície).
Membro do Clube dos Trinta quando a Convenção se reuniu, em 1792, para julgar Luís XVI, Sieyès participou de todas as seções e votou a favor da morte do soberano. A partir da execução do rei, tomou rumo ignorado, desaparecendo dos meios políticos até reaparecer como um dos apoiadores do golpe do dia 9 de Termidor. Nesse período foi eleito, sem saber, membro do Comitê de Salvação Pública, mas continuou sem obter êxito nas suas reivindicações em defesa da Constituição vigente. Contrariado com os fatos, recusou os demais cargos públicos que lhe foram oferecidos.
Devido ao seu caráter comedido, com sua posição política marcadamente de centro (a chamada "planície"), Sieyès foi o único grande nome da Revolução Francesa que sobreviveu aos seus piores momentos, inclusive à época do terror.

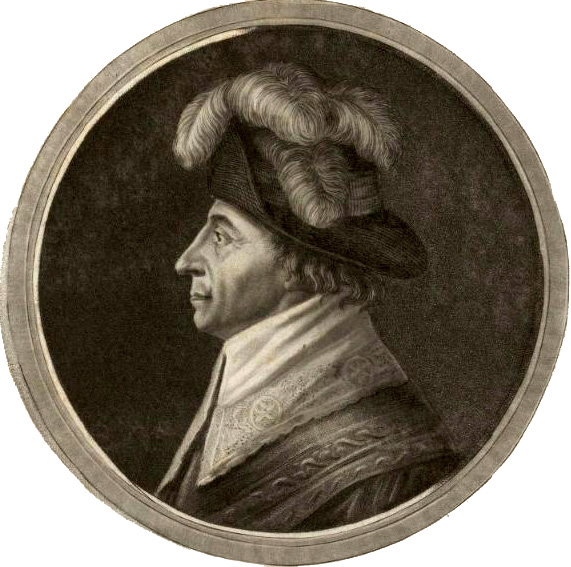
Sieyès, membro do Diretório (1799).

Foi um dos redatores da Constituição Francesa de 1795 (Ano III), que deu origem ao Diretório, sendo um de seus últimos membros.
Em 1799, apoiou Napoleão Bonaparte no Golpe do 18 de brumário. Foi cônsul junto com Napoleão e Roger Ducos. À época do golpe, imaginava ser o principal líder do consulado, eclipsando Napoleão, contudo o oposto ocorreu.
Em julho de 1815, caiu em desgraça devido à restauração da Monarquia, e partiu para o exílio em Bruxelas. Em 1830, retornou a Paris, onde faleceu em 1836, sendo o único personagem importante da Revolução Francesa a morrer de velhice.

## Obra
A sua obra mais importante foi o panfleto "Qu’est-ce que le tiers état?" (em tradução livre, 'O que é o Terceiro Estado?'; no Brasil, lançado como "A Constituinte Burguesa"; Freitas Bastos, 2009), que teve grande repercussão, tendo vendido trinta mil exemplares vendidos em janeiro de 1789. Nesta obra, Sieyès, com base na doutrina do contrato social (John Locke, Jean-Jacques Rousseau), vislumbrava a existência de um poder imanente à nação, superior aos poderes ordinariamente constituídos e por eles imodificáveis: o poder constituinte. Além de legitimar a ascensão do Terceiro Estado (o povo) ao poder político, a obra traça, portanto, as linhas mestras da Teoria do Poder Constituinte, ainda hoje relevante para o estudo do Direito Constitucional.
Essa obra discutia as regras de funcionamento da Assembleia dos Estados Gerais que tinham sido convocada pelo Rei Luis XVI.
Na época Sieyès era um simples padre da periferia de Paris, e foi eleito como representante do Terceiro Estado pelos parisienses. Desempenhou um papel decisivo como parlamentar em junho de 1789, na transformação dos Estados Gerais em Assembleia Nacional e na resistência ao Rei absolutista.
Essa obra influencia a doutrina do Direito Constitucional até os dias atuais, pois é uma das bases da formulação da teoria do Poder Constituinte em processos democráticos. Sieyès estabeleceu uma doutrina da soberania como instrumento de legitimação para a instituição de um Estado baseado no Direito estipulado em um contrato social que deveria ter como premissa o estabelecimento prévio das regras para se viver em sociedade, que seriam consolidadas em uma Constituição escrita pelos representantes da nação.
Nessa perspectiva o súdito é substituído pelo cidadão e os direitos do cidadão devem substituir aos privilégios das ordens superiores declarando-se a igualdade entre todos. Sieyès lutou pelo fim das diferenças entre os seres humanos.
A obra do abade Sieyés está para o totalitarismo moderno o que o nominalismo de Guilherme de Ockham está para a filosofia moderna.